# Kalkfläta
Kalkfläta (Hypnum recurvatum) är en bladmossart som beskrevs av Kindberg 1891. Kalkfläta ingår i släktet flätmossor, och familjen Hypnaceae. Arten är reproducerande i Sverige. Inga underarter finns listade i Catalogue of Life.

## Bildgalleri

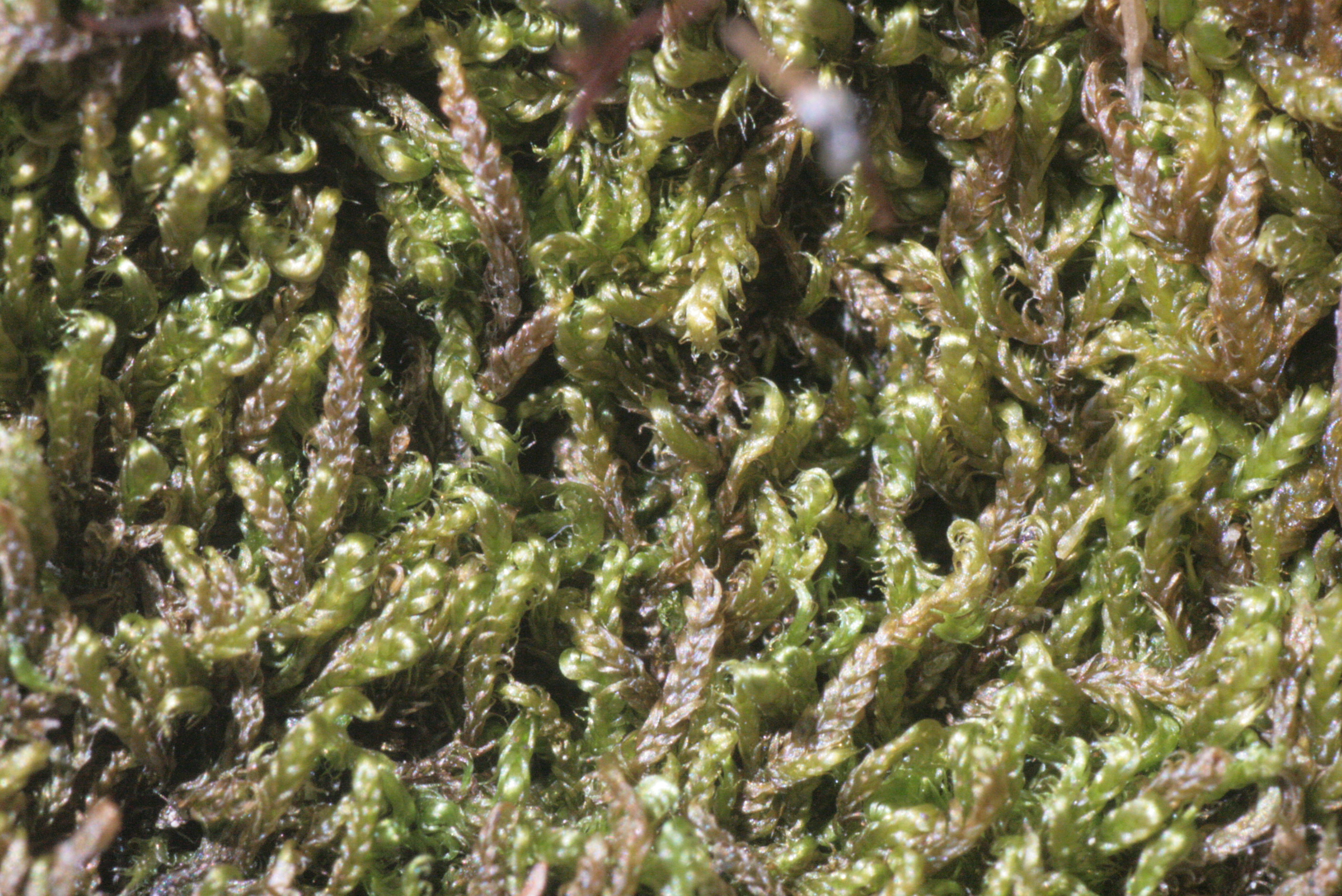
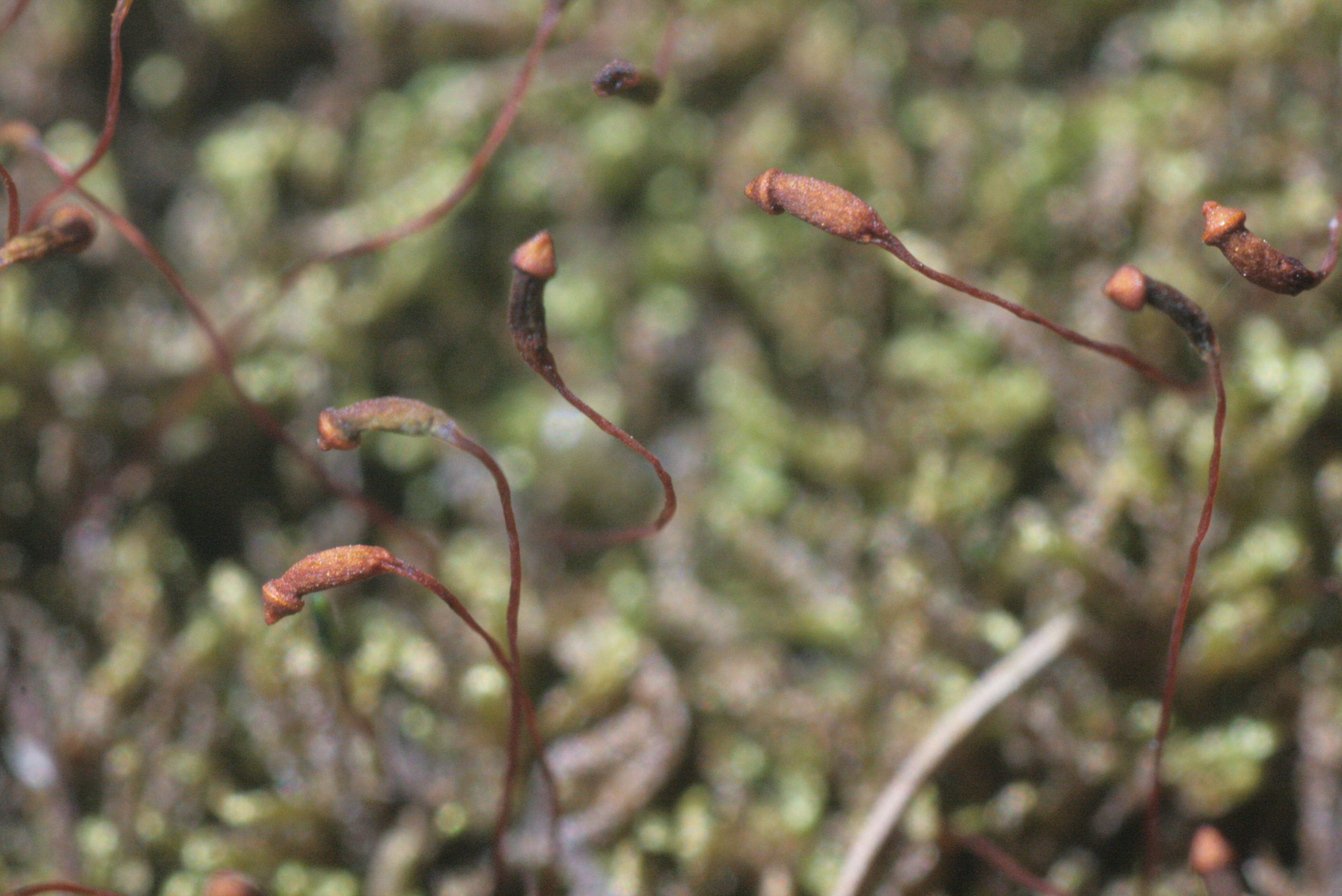
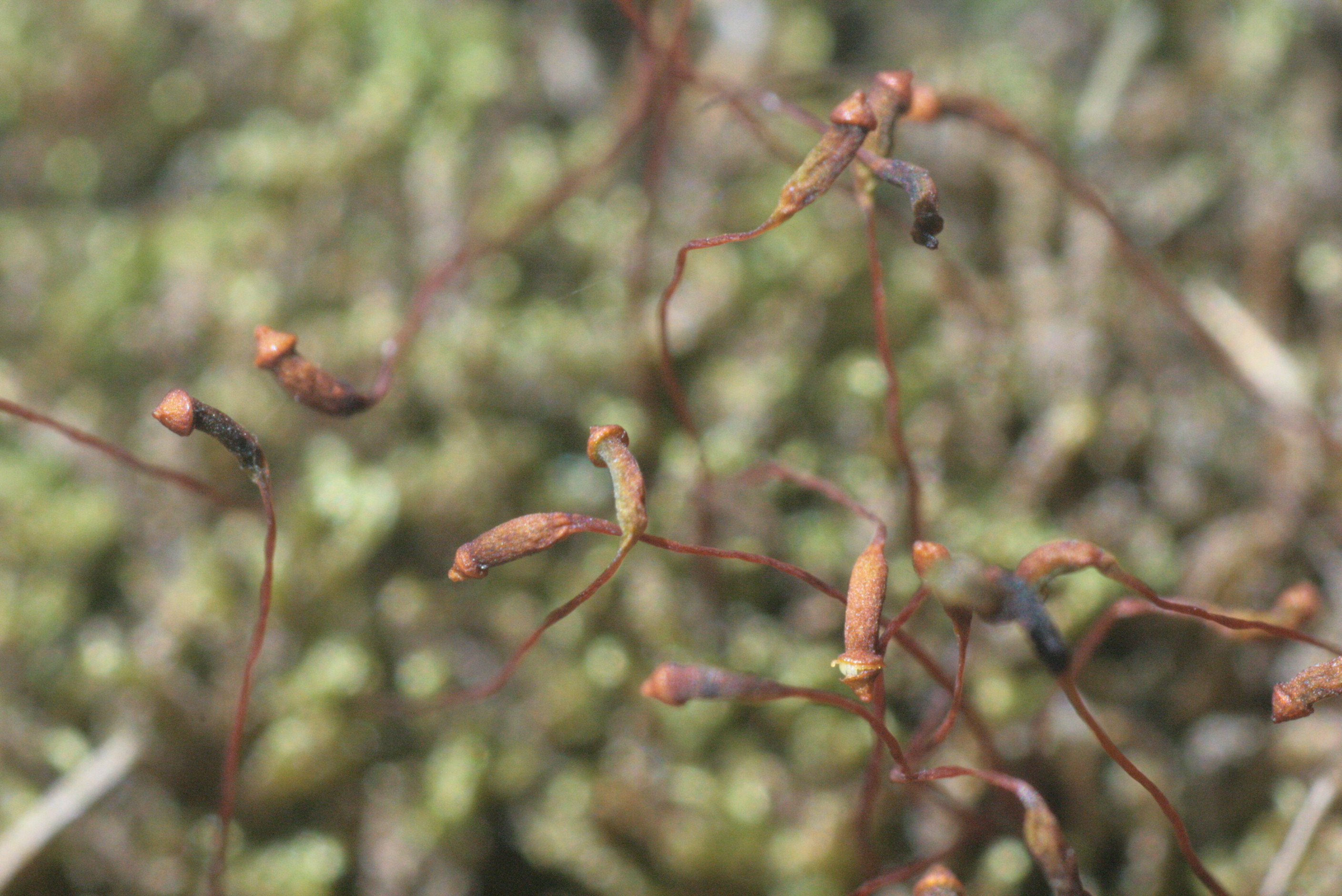
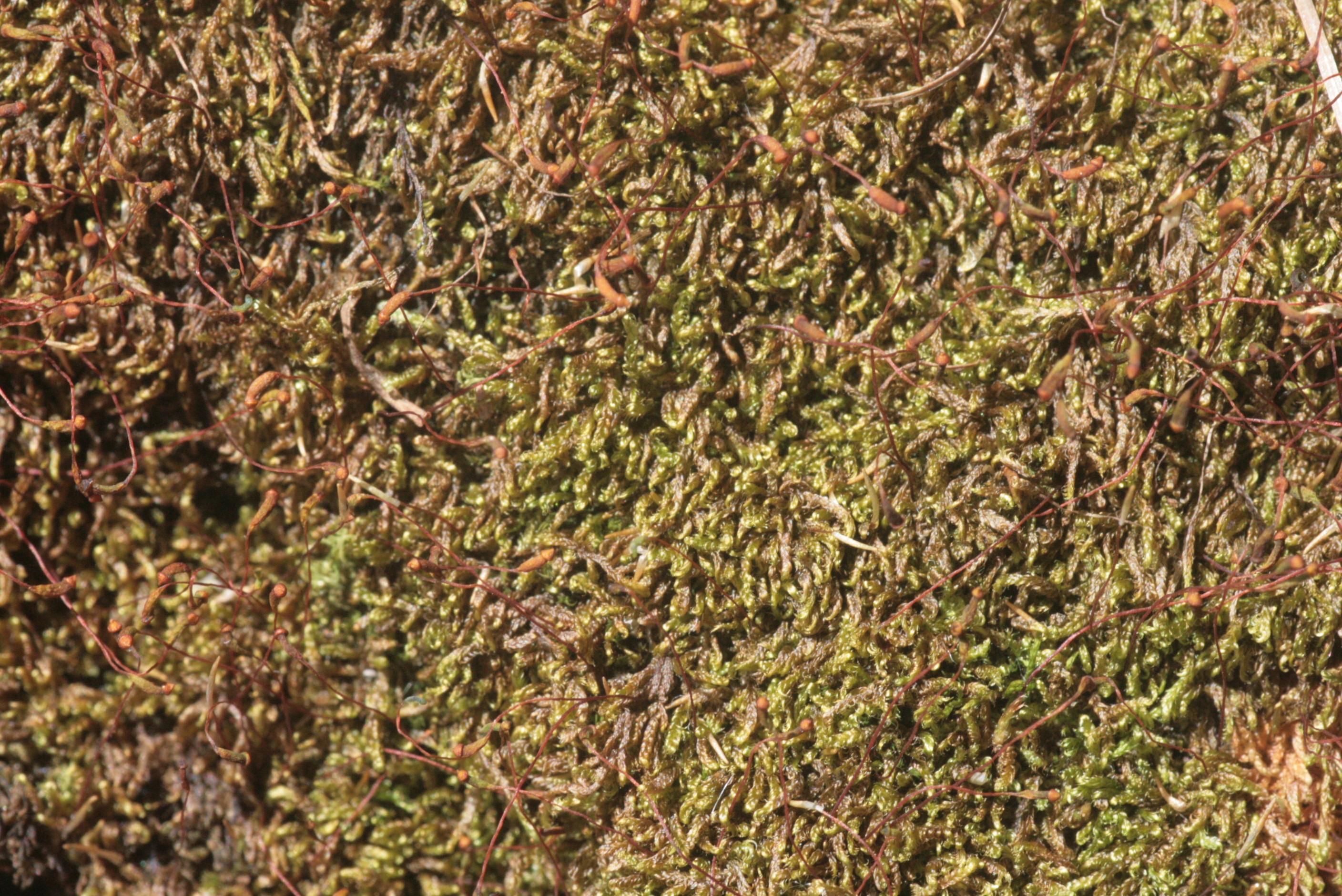
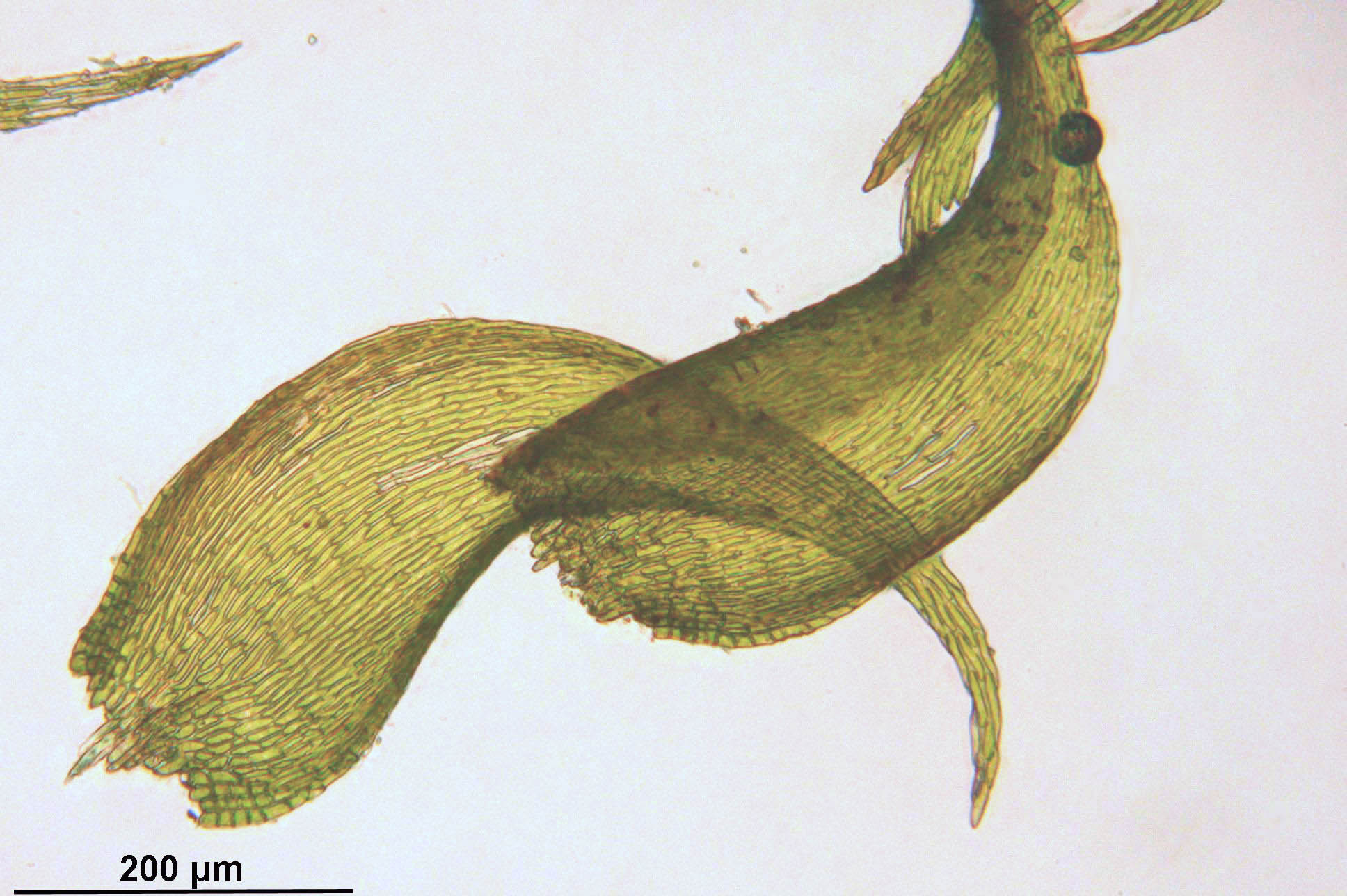
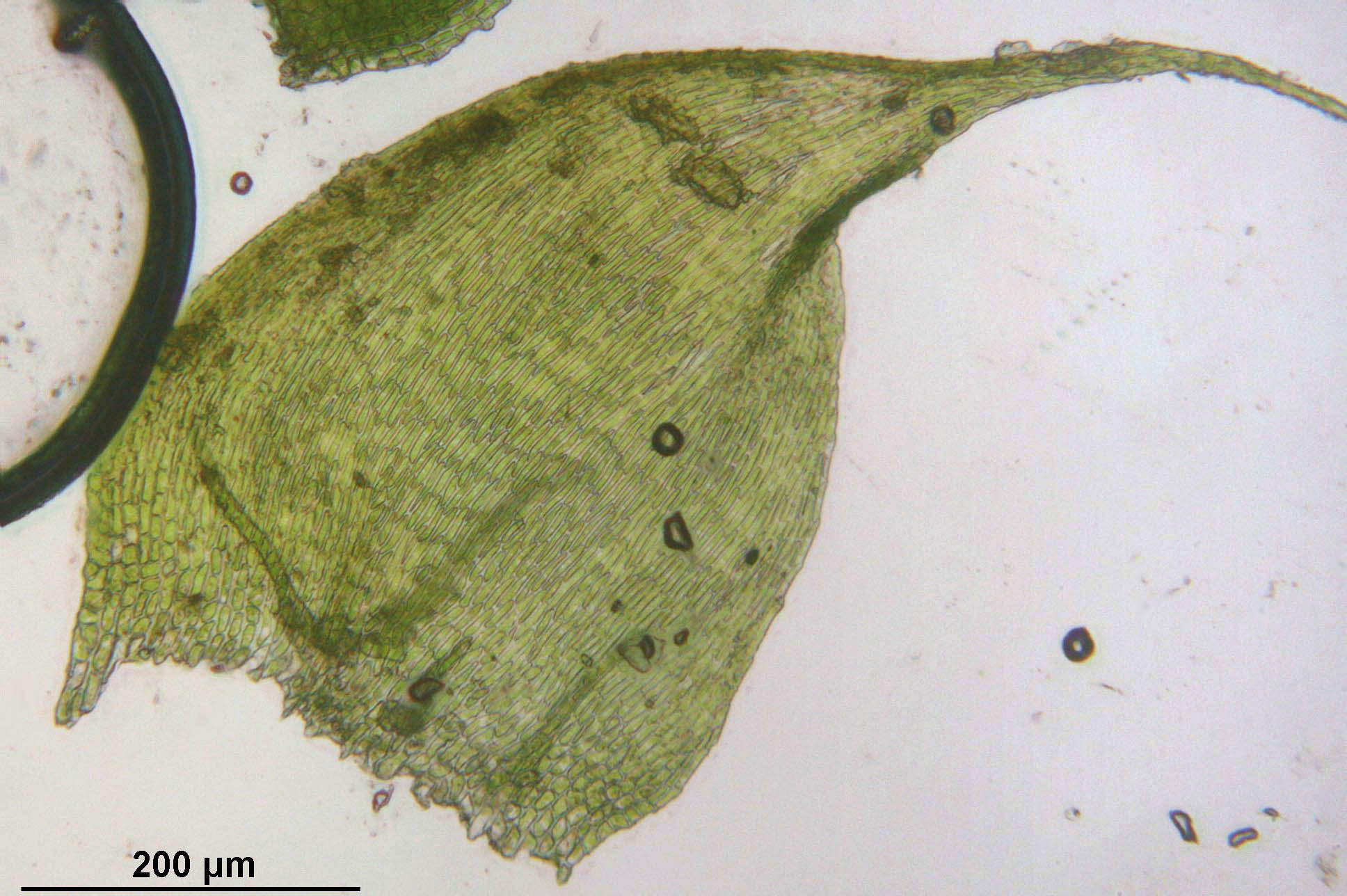